# Clădirea Berlaymont

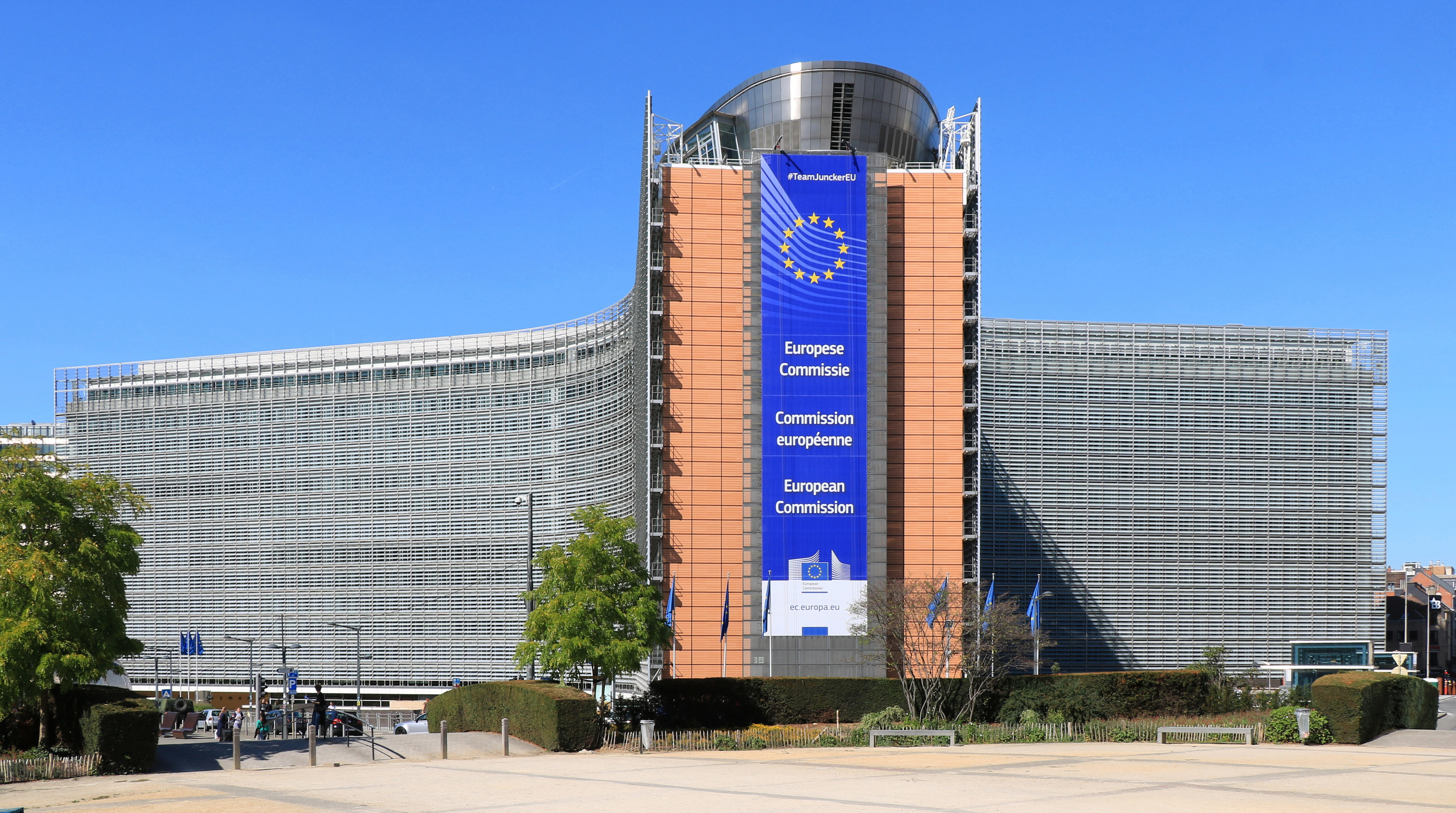
Clădirea Berlaymont

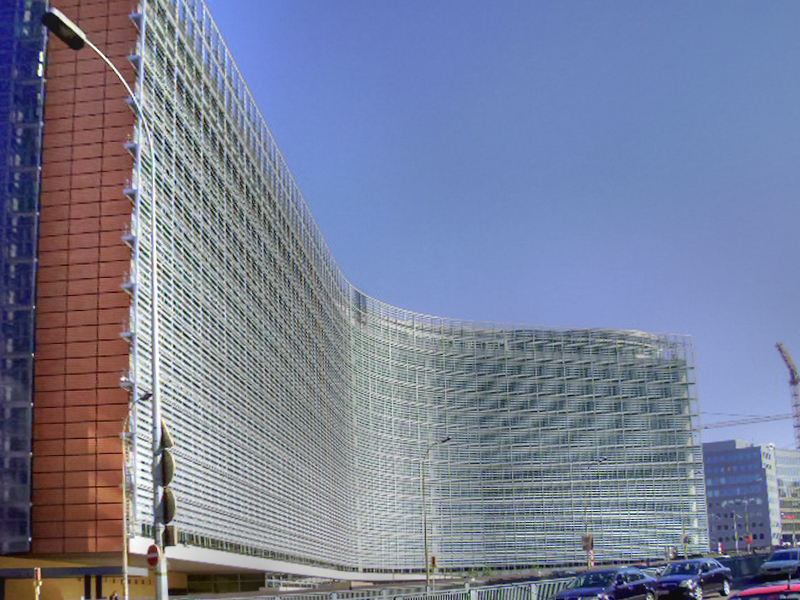
Clădirea Berlaymont

Clădirea Berlaymont din Bruxelles este o clădire de birouri care găzduiește Comisia Europeană. Structura se află pe Rue de la Loi (olandeză: Wetstraat) și este înconjurată de diverse instituții europene și internaționale. Acea parte a orașului formează așa-numitul "Cartier european".

## Câteva date

### Suprafața
- Suprafața desfășurată deasupra solului: 130 309 m²
- Suprafața desfășurată în subsoluri: 111 206 m²
- Suprafața totală: 241 515 m²
- Suprafața terenului: 26 200 m²

### Ocuparea
- Numărul de ocupanți: 2 700
- Numărul de locuri de parcare 1 156
- Numărul de vizitatori zilnic: 700
- Numărul de săli de ședință: 33
- Numărul de cabine pentru interpreți: 70
- Capacitatea sălilor de ședință: 933
- Capacitatea restaurantului cu autoservire: 900
- Numărul de porții servite zilnic: 2 700

### Date tehnice
- Puterea instalației de încălzire: 7 800 kW
- Puterea instalației de răcire: 10 000 kW
- Puterea electrică: 13 000 kVA
- Puterea grupurilor electrogene pentru caz de întrerupere a electricității: 2 x 1 250 kVA
- Numărul de ascensoare: 47
- Numărul de scări rulante 12
- Puterea electrică a centralei termoelectrice: 2 500 kVA
- Puterea termică a centralei termoelectrice: 2 600 kW